# پارک سول-می
پارک سول می (متولد پارک هیه جونگ در ۳ ژانویه ۱۹۷۸) یک هنرپیشه اهل کره جنوبی است.
پارک پس از بازی در فیلم تاجر بزرگ در سال ۲۰۱۰ با هان جه-سوک وارد رابطه شد. آنها در ۲۱ آوریل ۲۰۱۳ در سئول ازدواج کردند در سپتامبر ۲۰۱۳، آژانس پارک اعلام کرد که این زوج در انتظار اولین فرزند خود هستند. او در ۲۳ مارس ۲۰۱۴ دخترشان را به دنیا آورد.
پارک در سال ۱۹۹۶ در سریال پاپا نقش کوچکی داشت، سپس اولین حضور رسمی خود را در مسابقه استعدادیابی آماتور ام‌بی‌سی تی‌وی در سال ۱۹۹۸ انجام داد موفقیت او در سال ۲۰۰۲ زمانی که او در چندین درام تلویزیونی از جمله دختران بد و زمستان سوناتا بازی کرد به دست آمد. پارک برای فیلم بهشت کشته شده، نامزد بهترین بازیگر نقش مکمل زن در جوایز فیلم اژدهای آبی در سال ۲۰۰۷ شد.
در اکتبر ۲۰۱۸، پارک با آژانس فنتجیو قرارداد امضا کرد.

## فیلم‌شناسی

### سریال‌های تلویزیونی
| سال  | عنوان                          | نقش                                     | شبکه                 |
| ---- | ------------------------------ | --------------------------------------- | -------------------- |
| ۱۹۹۶ | بابا                           | دوست خواهر کوچکتر نامزد هی جو (قسمت ۱۵) | سامانه سخن‌پراکنی کره |
| ۲۰۰۱ | خانواده ووری                   | هان هانا                                | ام بی سی             |
| ۲۰۰۲ | سونات زمستانی                  | اوه چای رین                             | KBS2                 |
| ۲۰۰۲ | دختران بد                      | پارک جائه کیونگ                         | سیستم پخش سئول       |
| ۲۰۰۳ | همه در                         | سئو جین هی                              | سیستم پخش سئول       |
| ۲۰۰۵ | سیب طلایی                      | کیم کیونگ سوک                           | KBS2                 |
| ۲۰۰۸ | بانوی من                       | س-را                                    | ام بی سی             |
| ۲۰۰۹ | سبک                            | Choi Ae-young (ep.7-8)                  | سیستم پخش سئول       |
| ۲۰۱۰ | بازرگان بزرگ                   | اوه ماه سن                              | سامانه سخن‌پراکنی کره |
| ۲۰۱۲ | به معشوق من                    | سئو چان جو                              | جی‌تی‌بی‌سی             |
| ۲۰۱۶ | وکیل من، آقای جو               | جانگ هه کیونگ                           | KBS2                 |
| ۲۰۱۸ | از مردن احساس خوبی داشته باشید | یو شی باک                               | KBS2                 |

### فیلم
| سال  | عنوان         | نقش           |
| ---- | ------------- | ------------- |
| ۲۰۰۴ | رقص با باد    | آهنگ Yeon-hwa |
| ۲۰۰۷ | بهشت کشته شده | جانگ گوینام   |
| ۲۰۰۹ | گوشی          | کیم جونگ یون  |
| ۲۰۲۲ | خوش تیپ       | آری           |

### نمایش‌های متنوع
| سال        | عنوان                                   | شبکه    | یادداشت                           |
| ---------- | --------------------------------------- | ------- | --------------------------------- |
| ۲۰۱۲–۲۰۱۳  | قانون جنگل در آمازون و گالاپاگوس        | SBS     | بازیگر (قسمت‌های 41-50)            |
| ۲۰۱۸       | قانون جنگل در صباح                      | SBS     | بازیگر (قسمت‌های 325-329)          |
| ۲۰۲۱–اکنون | بازگشت سوپرمن                           | KBS2    | راوی (قسمت ۳۸۳، قسمت ۳۸۵ تا کنون) |
| ۲۰۲۱–اکنون | روز زیبایی مبارک                        | KBS Joy | میزبان                            |
| ۲۰۲۱–اکنون | دستور غذای برتر ستاره‌ها در Fun-Staurant | KBS2    | بازیگر (قسمت ۱۰۴ تا کنون)         |

## جوایز
| سال  | جایزه                           | دسته‌بندی              | کار نامزد شده |
| ---- | ------------------------------- | --------------------- | ------------- |
| ۱۹۹۸ | مسابقه استعدادهای جدید ام بی سی | جایزه بزرگ            |               |
| ۱۹۹۸ | مسابقه استعدادهای جدید ام بی سی | جایزه محبوبیت اینترنت |               |
| ۲۰۰۲ | جوایز درام SBS                  | جایزه ستاره جدید      | دختران بد     |